# Virtua Cop
Virtua Cop (conocido como Virtua Squad en la versión norteamericana) es un videojuego tipo shooter de arcade creado por Sega-AM2, y diseñado por Yu Suzuki. Su encarnación original es un juego de arcade en 1994 y que más tarde fue versionado para Sega Saturn en 1995, y para PC en 1997. Más tarde se combinaría con Virtua Cop 2 en Japón y en Europa en la PlayStation 2 en el recopilatorio Virtua Cop: Elite Edition (Virtua Cop Rebirth en Japón) el 25 de agosto de 2002 y 29 de noviembre del mismo año respectivamente. Incluye galería de extras y la implementación de Namco G-Con 2 (pistola de luz), siendo el mejor puerto de los juegos hasta la fecha. En 2004, una versión se desarrolló para el Nokia N-Gage de mano, pero este fue cancelado por el equipo de control de calidad antes de su liberación. Muy pocas beta se fabricaron.

## Gameplay
Los jugadores asumen el papel de los agentes de policía y utilizan una pistola de luz para disparar a los delincuentes y avanzar por el juego, con sanciones por dispararle a los ciudadanos. Virtua Cop fue notable por su utilización de gráficos poligonales, que posteriormente fueron utilizados en juegos como House of the Dead y Time Crisis, en lugar de las dos dimensiones pequeñas que fueron populares en los anteriores juegos del mismo género. Su nombre deriva de este estilo gráfico, que fue utilizado anteriormente en Virtua Fighter, Virtua Striker y Virtua Racing.

## Historia
Un detective en el departamento del jugador ha descubierto un arma ilegal de funcionamiento y operación fue capaz de rastrear de nuevo a un poderoso sindicato del delito. Él recopila una gran cantidad de pruebas y está dispuesto a tomar ellos, pero fue descubierto y asesinado. Algunas de las pruebas administradas a hacer su camino de regreso a la sede y un grupo especial de trabajo fue puesto sobre el caso.

## Personajes del juego

### Michael Hardy (Rage, jugador 1)
Un joven que se crio con la familia Hardy como se convirtió en el primer VCPD detective especial como su pareja, James Cools. Él tiene el pelo marrón en punta.

### James Cools (Smarty, Jugador 2)
Un popular buscador de hombres que fue por el mismo lado que Michael. James hace equipo con el ya que fue entrenado para hacer su deber.